# Tafeltennis op de Middellandse Zeespelen 2009
Tafeltennis is een van de sporten die beoefend werden tijdens de Middellandse Zeespelen 2009 in Pescara, Italië. Er waren vier onderdelen: twee voor mannen, twee voor vrouwen.

## Uitslagen

#### Mannen
| Event     | Goud                                 | Zilver                      | Brons                                     |
| --------- | ------------------------------------ | --------------------------- | ----------------------------------------- |
| Enkelspel | Panagiotis Gkionis                   | Andrej Gacina               | Carlos Machado Sobrados                   |
| Team      | Emmanuel Lebesson en Adrien Mattenet | Roko Tosic en Andrej Gacina | Aleksandar Karakašević en Slobodan Grujic |

#### Vrouwen
| Event     | Goud                              | Zilver                     | Brons                                 |
| --------- | --------------------------------- | -------------------------- | ------------------------------------- |
| Enkelspel | Melek Hu                          | Xue Li                     | Aikaterini Ntoulaki                   |
| Team      | Nikoleta Stefanova en Wenling Tan | Carola Grundisch en Xue Li | Sara Ramirez Bermudez en Fang Zhu Jin |

## Medaillespiegel
| Plaats | Land        | Goud | Zilver | Brons | Totaal |
| 1      | Frankrijk   | 1    | 2      | 0     | 3      |
| 2      | Griekenland | 1    | 0      | 1     | 2      |
| 3      | Italië      | 1    | 0      | 0     | 1      |
| 3      | Turkije     | 1    | 0      | 0     | 1      |
| 5      | Kroatië     | 0    | 2      | 0     | 2      |
| 6      | Spanje      | 0    | 0      | 2     | 2      |
| 7      | Servië      | 0    | 0      | 1     | 1      |
| Totaal | Totaal      | 4    | 4      | 4     | 12     |

1979 · 1987 · 1991 · 1993 · 1997 · 2001 · 2005 · 2009 · 2013 · 2018 · 2022
Atletiek · Basketbal · Bocce · Boksen · Gewichtheffen · Golf · Gymnastiek · Handbal · Judo · Kanovaren · Karate · Paardensport · Roeien · Schermen · Schietsport · Tafeltennis · Tennis · Voetbal · Volleybal · Waterpolo · Waterskiën · Wielersport · Worstelen · Zeilen · Zwemmen